# Jamon Meredith
(en) Statistiques sur pro-football-reference
James Jamon Meredith (né le 11 mai 1986 à Simpsonville) est un joueur américain de football américain. Il joue actuellement avec les Buccaneers de Tampa Bay.

## Enfance
Meredith étudie à la Hillerest High School de sa ville natale de Simpsonville où il joue aussi bien en ligne offensive que ligne défensive. Il se définit après ses études comme defensive end. Le site Rivals.com le classe deux étoiles sur cinq. Il choisit d'entrer à l'université de Caroline du Sud, refusant l'autorisation de l'université de Clemson.

## Carrière

### Université
Bien qu'il s'est défini comme defensive end, Meredith se perfectionne sur la ligne offensive. Le premier gros de sa carrière est l'Independence Bowl 2005 contre l'université du Missouri. Après cela, il devient un des éléments clés de cette attaque des Gamecocks. En 2008, pour sa dernière année, il doit se priver de quelques matchs à cause du règlement de la NCAA et est forfait pendant quelques matchs pour une blessure au genou.

### Professionnel
Jamon Meredith est sélectionné au cinquième tour du draft de la NFL de 2009 par les Packers de Green Bay au 162e choix. Il participe au camp d'entraînement et aux matchs de pré-saison mais il n'est pas conservé pour l'ouverture de la saison et libéré le 5 septembre 2009. Il signe juste après avec l'équipe d'entraînement.
Le 22 septembre 2009, les Bills de Buffalo font signer Meredith, après avoir perdu Brad Butler pour le reste de la saison 2009, gravement blessé. Il joue huit matchs dont quatre comme titulaire lors de cette saison. Il entre au cours de deux matchs en 2010 avant d'être libéré en cours de saison, le 4 octobre 2010. Le lendemain, il signe avec les Lions de Detroit mais il ne reste que douze jours dans l'équipe, sans jouer le moindre match.
Le 18 octobre, il signe avec les Giants de New York, jouant trois matchs en 2010 sous les couleurs de New York mais il n'est pas gardé dans l'effectif pour la saison 2011 et est libéré le 3 septembre 2011.
Le 13 septembre 2011, il signe avec les Steelers de Pittsburgh avec qui il va jouer quatre matchs comme remplaçant. Il n'est pas conservé par les dirigeants de Pittsburgh. Il signe avec les Buccaneers de Tampa Bay, le 21 mars 2012, où il obtient un statut de titulaire, jouant douze matchs dont dix comme titulaire.